# 在家役
在家役（ざいけやく）は、中世の日本において在家を収取単位として賦課された租税。

## 概要
在家とは荘園・公領における住屋と付属する宅地・田畠・住人を1つの収取単位として扱ったものである。平安時代後期に成立した年貢・公事・夫役を徴収するために名田単位での賦課が行われていたが、名田が確立できなかった地域や供御人・神人など名田体系では把握できなかった人々に対して年貢などを賦課するために在家を単位として収取したのである。更に12世紀の公領においては実際は公領に居住しながら、表面上は荘民身分を得て国衙からの税負担を逃れようとする農民から確実に収取するために導入された（反対に荘園側でも同様の賦課を行った）。
在家役は桑・苧・絹・漆などの畠作物や夫役形式で課されることが多かったが、田畠の少ない山地河海周辺や都市部では住屋や宅地に対する地子（賃借料）を名目とした在家地子（ざいけじし）が賦課されて鮎・薪・炭などの非農業生産物が課された。更に荘園領主の居住地から遠い地方では金銭や軽貨などが運搬が簡易な物が望まれ、反対に近い地方では夫役や大量のかさばる品物などが収取され易かった。南北朝時代以後になると、在家役・在家地子とも屋敷年貢化して銭納が一般的な収取形態となっていった。